# Diocesi di Achirao
La diocesi di Achirao (in latino Dioecesis Achyraënsis) è una sede soppressa del patriarcato di Costantinopoli e una sede titolare della Chiesa cattolica.

## Storia
Achirao, in Turchia, è un'antica sede episcopale della provincia romana dell'Ellesponto nella diocesi civile di Asia e nel patriarcato di Costantinopoli. Siméon Vailhé, compilatore nel 1933 dell'Index sedium titularium della Chiesa cattolica, identifica Achirao con la località di Bigadiç nella provincia di Balıkesir; secondo Stiernon questa identificazione «è abbandonata da più di tre quarti di secolo», poiché la maggior parte degli studiosi ritiene che il castrum di Achirao sia da identificare con la località di Inhaya nei pressi di Pamukçu, 13 km a sud di Balıkesir (l'antica Adrianotere).
Achirao appare nelle Notitiae Episcopatuum del patriarcato di Costantinopoli tra il XII e il XIII secolo come sede metropolitana e soppiantò la vicina diocesi di Adrianotere, menzionata nelle Notitiae precedenti. La sede scomparve con la conquista ottomana della regione.
I metropoliti di Achirao, documentati per la prima volta nel 1209 con Giorgio, presero parte a diverse riunioni sinodali patriarcali nel corso del XIII e XIV secolo; tra questi si tramandano i nomi di Leone, che prese parte al sinodo convocato a Costantinopoli dal patriarca Arsenio nel 1256; e di Lorenzo, che sottoscrisse nel novembre 1278 un atto del patriarca Giovanni XI Bekkos. L'ultimo titolare noto è un anonimo che compare in due occasioni nel regesto dei patriarchi di Costantinopoli nel 1304 e nel 1310.
Dal 1933 Achirao è annoverata tra le sedi vescovili titolari della Chiesa cattolica; la sede è vacante dall'11 agosto 1990. Il titolo è stato assegnato finora solo a 3 vescovi: Victor Bazin, vicario apostolico di Rangoon in Birmania; Cesario Alessandro Minali, prelato di Carolina in Brasile; e Augustín Van Aaken, prelato dell'Alto Paraná (oggi diocesi di Ciudad del Este) in Paraguay.
Nel Liber Censuum della Chiesa romana (fine del XII secolo), tra le suffraganee di Cizico compare la dioecesis Lacorensis, sede che si vuole identificare con Achirao. Eubel riporta i nomi di tre vescovi titolari di questa sede tra XV e XVI secolo.

## Cronotassi

### Metropoliti di Achirao
- Giorgio † (menzionato nel 1209)
- Leone † (prima del 1250 - dopo il 1256)
- Anonimo † (menzionato dopo il 1266)
- Anonimo (forse Lorenzo) † (menzionato nel 1274)
- Lorenzo † (prima del 1276 - dopo il 1278)
- Anonimo † (menzionato nel 1304 e nel 1310)

### Vescovi titolariLacorensisoLachorensis
- Gerolamo Vitale, O.P. † (12 gennaio 1453 - ?)
- Tommaso † (6 giugno 1505 - ?)
- Antonio Codina, O.S.A. † (7 maggio 1548 - 1557 deceduto)

### Vescovi titolari di Achirao
- Victor Bazin, M.E.P. † (7 maggio 1953 - 1º gennaio 1955 nominato arcivescovo di Rangoon)
- Cesario Alessandro Minali, O.F.M.Cap. † (1º marzo 1955 - 13 giugno 1969 deceduto)
- Augustín Van Aaken, S.V.D. † (25 luglio 1972 - 11 agosto 1990 deceduto)